# Scarborough Football Club
Le Scarborough Football Club est un ancien club de football anglais fondé en 1879 et basé dans la ville balnéaire de Scarborough.  
Il évolue en quatrième division du championnat d'Angleterre (nommée Fourth Division puis Third Division) de 1987 à 1999. Surtout, le club a remporté la FA Trophy à trois reprises.
Le club disparaît le 20 juin 2007. Les anciens supporters des Seadogs créent alors le Scarborough Athletic (en).

## Histoire
Il est fondé en 1879, il est l'un des plus vieux clubs anglais. Il est promu en Fourth Division en 1987. Après douze saison en quatrième division, il est relégué en Conference en 1999.
Il est dissous à la fin de la saison 2006-2007 à la suite de nombreux problèmes financiers. Son dernier match a lieu le 28 avril 2007 contre Hucknall Town (en) lors d'une victoire 1-0 de Scarborough.
Les supporters créèrent un nouveau club, Scarborough Athletic (en), le 25 juin 2007. Le club repart en Northern Counties East Football League (soit en dixième division).

## Palmarès
- Championnat d'Angleterre D5 (1) 
  - Champion : 1987.

- FA Trophy (3)
  - Vainqueur : 1973, 1976 et 1977.
  - Finaliste : 1975.